# James Seay
James Seay (Pasadena, 9 settembre 1914 – Dana Point, 10 ottobre 1992) è stato un attore statunitense.
Ha recitato in oltre 120 film dal 1939 al 1970 ed è apparso in oltre 90 produzioni televisive dal 1952 al 1970. È stato accreditato anche con i nomi James Lawry, Michael Rand e Jimmy Seay.

## Biografia
James Seay nacque a Pasadena, in California, il 9 settembre 1914. Interpretò il ruolo del giudice Spicer in 22 episodi della serie televisiva Le leggendarie imprese di Wyatt Earp dal 1959 al 1961 (più altri tre episodi con altri ruoli) e una lunga serie di personaggi secondari in decine di serie televisive dagli anni 50 agli anni 60. Per il cinema interpretò, tra gli altri, il capo criminale Jeff Jeffries nel film L'uomo della maschera del 1941 e il colonnello George Washington in Il villaggio dell'uomo bianco del 1951. Negli anni 50 interpretò anche molti film di fantascienza e horror di serie B. La sua ultima apparizione sul piccolo schermo avvenne nell'episodio The Rivals della serie televisiva Lancer, andato in onda il 5 maggio 1970, che lo vede nel ruolo di un avvocato, mentre per il grande schermo l'ultima interpretazione risale al film Uomini e cobra del 1970. Morì a Capistrano Beach, quartiere di Dana Point, nella Contea di Orange, in California, il 10 ottobre 1992.

## Filmografia

### Cinema
- Back Door to Heaven, regia di William K. Howard (1939)
- Emergency Squad, regia di Edward Dmytryk (1940)
- Women Without Names, regia di Robert Florey (1940)
- Opened by Mistake, regia di George Archainbaud (1940)
- Those Were the Days!, regia di Theodore Reed (1940)
- The Way of All Flesh, regia di Louis King (1940)
- Queen of the Mob, regia di James P. Hogan (1940)
- Guanti d'oro (Golden Gloves), regia di Edward Dmytryk (1940)
- Oklahoma Renegades, regia di Nate Watt (1940)
- I Want a Divorce, regia di Ralph Murphy (1940)
- The Flag of Humanity, regia di Jean Negulesco – cortometraggio (1940)
- Giubbe rosse (North West Mounted Police), regia di Cecil B. DeMille (1940)
- Il figlio di Montecristo (The Son of Monte Cristo), regia di Rowland V. Lee (1940)
- Ritorna se mi ami (Flight Command), regia di Frank Borzage (1940)
- Love Thy Neighbor, regia di Mark Sandrich (1940)
- The Green Hornet Strikes Again!, regia di Ford Beebe e John Rawlins (1940)
- The Mad Doctor, regia di Tim Whelan (1941)
- L'uomo della maschera (The Face Behind the Mask), regia di Robert Florey (1941)
- Meet Boston Blackie, regia di Robert Florey (1941)
- In Old Colorado (1941)
- Power Dive (1941)
- Two in a Taxi (1941)
- Flying Blind, regia di Frank McDonald (1941)
- The Kid from Kansas (1941)
- Mr. Celebrity (1941)
- Razzi volanti (Keep 'Em Flying) (1941)
- La storia del generale Custer (They Died with Their Boots On) (1941)
- Dangerously They Live (1941)
- Man from Cheyenne (1942)
- Gianni e Pinotto tra i cowboys (Ride 'Em Cowboy) (1942)
- Un americano qualunque (Joe Smith, American) (1942)
- Di corsa dietro un cuore (Tramp, Tramp, Tramp) (1942)
- Home in Wyomin' (1942)
- I cavalieri azzurri (Ten Gentlemen from West Point) (1942)
- Eagle Squadron (1942)
- Flight Lieutenant (1942)
- Vendetta (1942)
- Enemy Agents Meet Ellery Queen (1942)
- Timber! (1942)
- Highways by Night (1942)
- Michael Shayne e le false monete (Time to Kill) (1942)
- Ridin' Down the Canyon (1942)
- Learn and Live (1943)
- Aquile sul Pacifico (Flight for Freedom) (1943)
- Resisting Enemy Interrogation (1944)
- Crime, Inc. (1945)
- Home, Sweet Homicide (1946)
- Il miracolo della 34ª strada (Miracle on 34th Street) (1947)
- Heartaches, regia di Basil Wrangell (1947)
- T-Men contro i fuorilegge (T-Men) (1947)
- Dietro la porta chiusa (Secret Beyond the Door...) (1947)
- Slippy McGee (1948)
- The Cobra Strikes (1948)
- The Checkered Coat (1948)
- Non fidarti di tuo marito (An Innocent Affair) (1948)
- The Strange Mrs. Crane (1948)
- I Cheated the Law (1949)
- Il figlio del delitto (Red Canyon) (1949)
- Prejudice, regia di Edward L. Cahn (1949)
- Charlie's Haunt (1950)
- Military Academy with That Tenth Avenue Gang (1950)
- Giungla d'asfalto (The Asphalt Jungle) (1950)
- L'ultima preda (Union Station) (1950)
- Revenue Agent (1950)
- Il mistero del V3 (The Flying Missile) (1950)
- Hunt the Man Down (1950)
- Figlio di ignoti (Close to My Heart) (1951)
- Furia del Congo (Fury of the Congo) (1951)
- Marmittoni al fronte (Up Front) (1951)
- Il villaggio dell'uomo bianco (When the Redskins Rode) (1951)
- Matrimonio all'alba (Strictly Dishonorable) (1951)
- Quando i mondi si scontrano (When Worlds Collide) (1951)
- Ultimatum alla Terra (The Day the Earth Stood Still) (1951)
- I gangsters della 5 Avenue (Models Inc.) (1952)
- Sul sentiero di guerra (Brave Warrior) (1952)
- So You Want to Wear the Pants (1952)
- La tigre sacra (Voodoo Tiger) (1952)
- Immersione rapida (Torpedo Alley), regia di Lew Landers (1952)
- The Homesteaders (1953)
- Polizia militare (Off Limits) (1953)
- Straniero in patria (Jack McCall Desperado) (1953)
- Problem Girls (1953)
- Forte T (Fort Ti) (1953)
- Il fantasma dello spazio (Phantom from Space) (1953)
- Il terrore del Golden West (Son of Belle Starr) (1953)
- La guerra dei mondi (The War of the Worlds) (1953)
- Il mare dei vascelli perduti (Sea of Lost Ships) (1953)
- I conquistatori della Virginia (Captain John Smith and Pocahontas) (1953)
- Guerra tra i pianeti (Killers from Space) (1954)
- Il tesoro di Capitan Kidd (Captain Kidd and the Slave Girl) (1954)
- Ritorno all'isola del tesoro (Return to Treasure Island) (1954)
- Vera Cruz (1954)
- The Steel Cage (1954)
- Un bacio e una pistola (Kiss Me Deadly) (1955)
- Il kentuckiano (The Kentuckian) (1955)
- Tutto finì alle sei (I Died a Thousand Times) (1955)
- Gunpoint: terra che scotta (At Gunpoint) (1955)
- L'uomo che visse due volte (I've Lived Before) (1956)
- Due pistole per due fratelli (Gun Brothers) (1956)
- La legge del Signore (Friendly Persuasion) (1956)
- La camera blindata (Man in the Vault) (1956)
- Orizzonti lontani (The Big Land) (1957)
- Beginning of the End (1957)
- L'uomo dai mille volti (Man of a Thousand Faces), regia di Joseph Pevney (1957)
- I giganti invadono la Terra (The Amazing Colossal Man) (1957)
- Pal Joey (1957)
- I giganti toccano il cielo (Bombers B-52) (1957)
- Lo strano caso di David Gordon (Flood Tide) (1958)
- Street of Darkness (1958)
- I bucanieri (The Buccaneer) (1958)
- The Threat (1960)
- Secret of Deep Harbor (1961)
- Anche i gangster muoiono (The Lawbreakers) (1961)
- Che fine ha fatto Baby Jane? (What Ever Happened to Baby Jane?) (1962)
- Un'idea per un delitto (Brainstorm) (1965)
- Non c'è posto per i vigliacchi (First to Fight) (1967)
- La donna del West (The Ballad of Josie) (1967)
- The Destructors (1968)
- Berretti verdi (The Green Berets) (1968)
- Panic in the City (1968)
- Uomini e cobra (There Was a Crooked Man...) (1970)

### Televisione
- Squadra mobile (Racket Squad) – serie TV, un episodio (1952)
- Personal Appearance Theater – serie TV, un episodio (1952)
- The Adventures of Kit Carson – serie TV, 2 episodi (1952)
- I'm the Law – serie TV, un episodio (1953)
- Cowboy G-Men – serie TV, 5 episodi (1952-1953)
- Adventures of Superman – serie TV, 2 episodi (1952-1953)
- Mayor of the Town – serie TV, un episodio (1954)
- Hopalong Cassidy – serie TV, un episodio (1954)
- Stories of the Century – serie TV, un episodio (1954)
- Topper – serie TV, episodio 1x39 (1954)
- Stage 7 – serie TV, episodio 1x01 (1955)
- The Public Defender – serie TV, 2 episodi (1954-1955)
- The Star and the Story – serie TV, episodio 1x21 (1955)
- Il sergente Preston (Sergeant Preston of the Yukon) – serie TV, un episodio (1955)
- Schlitz Playhouse of Stars – serie TV, 3 episodi (1952-1956)
- Cisco Kid (The Cisco Kid) – serie TV, 3 episodi (1953-1956)
- Passport to Danger – serie TV, un episodio (1956)
- Crusader – serie TV, episodio 1x27 (1956)
- Navy Log – serie TV, episodi 1x01-1x32 (1955-1956)
- Crossroads – serie TV, episodio 1x37 (1956)
- Four Star Playhouse – serie TV, 3 episodi (1953-1956)
- Chevron Hall of Stars – serie TV, un episodio (1956)
- Buffalo Bill, Jr. – serie TV, 2 episodi (1956)
- Cavalcade of America – serie TV, 6 episodi (1953-1957)
- Scienza e fantasia (Science Fiction Theatre) – serie TV, episodi 1x32-2x37 (1955-1957)
- I racconti del West (Zane Grey Theater) – serie TV, un episodio (1957)
- Sheriff of Cochise – serie TV, un episodio (1957)
- Telephone Time – serie TV, episodio 2x20 (1957)
- 77º Lancieri del Bengala (Tales of the 77th Bengal Lancers) – serie TV, episodio 1x20 (1957)
- Corky, il ragazzo del circo (Circus Boy) – serie TV, episodio 1x27 (1957)
- On Trial – serie TV, un episodio (1957)
- Official Detective – serie TV, un episodio (1957)
- L'uomo ombra (The Thin Man) – serie TV, episodio 1x06 (1957)
- The Bob Cummings Show – serie TV, un episodio (1957)
- The Californians – serie TV, un episodio (1957)
- Code 3 – serie TV, 2 episodi (1957)
- Hey, Jeannie! – serie TV, un episodio (1958)
- Meet McGraw – serie TV, un episodio (1958)
- Flight – serie TV, episodio 1x19 (1958)
- The Millionaire – serie TV, 2 episodi (1955-1958)
- U.S. Marshal – serie TV, un episodio (1958)
- Mackenzie's Raiders – serie TV, un episodio (1959)
- Cimarron City – serie TV, episodio 1x14 (1959)
- The Rough Riders – serie TV, episodio 1x25 (1959)
- 26 Men – serie TV, episodi 2x07-2x09-2x26 (1958-1959)
- Trackdown – serie TV, 2 episodi (1957-1959)
- Avventure in elicottero (Whirlybirds) – serie TV, 2 episodi (1958-1959)
- Il tenente Ballinger (M Squad) – serie TV, un episodio (1959)
- World of Giants – serie TV, un episodio (1959)
- Perry Mason – serie TV, 3 episodi (1958-1959)
- Alcoa Presents: One Step Beyond – serie TV, un episodio (1959)
- Not for Hire – serie TV, episodio 1x04 (1959)
- Furia (Fury) – serie TV, 8 episodi (1956-1959)
- This Man Dawson – serie TV, episodio 1x25 (1960)
- Tombstone Territory – serie TV, 2 episodi (1957-1960)
- The Rebel – serie TV, un episodio (1960)
- Make Room for Daddy – serie TV, 3 episodi (1958-1960)
- Cheyenne – serie TV, 2 episodi (1958-1960)
- Thriller – serie TV, episodio 1x09 (1960)
- Bat Masterson – serie TV, 2 episodi (1960)
- Disneyland – serie TV, 2 episodi (1961)
- Maverick – serie TV, episodio 4x20 (1961)
- The Case of the Dangerous Robin – serie TV, un episodio (1961)
- The Americans – serie TV, episodio 1x09 (1961)
- The Red Skelton Show – serie TV, un episodio (1961)
- The Asphalt Jungle – serie TV, un episodio (1961)
- Tales of Wells Fargo – serie TV, 3 episodi (1957-1961)
- Surfside 6 – serie TV, episodio 1x30 (1961)
- The Tall Man – serie TV, un episodio (1961)
- Le leggendarie imprese di Wyatt Earp (The Life and Legend of Wyatt Earp) – serie TV, 25 episodi (1955-1961)
- Il carissimo Billy (Leave It to Beaver) – serie TV, un episodio (1961)
- Lassie – serie TV, 4 episodi (1961-1962)
- Ai confini della realtà (The Twilight Zone) – serie TV, un episodio (1963)
- Indirizzo permanente (77 Sunset Strip) – serie TV, 2 episodi (1960-1963)
- The Lucy Show – serie TV, un episodio (1963)
- Gunsmoke – serie TV, un episodio (1964)
- Il virginiano (The Virginian) – serie TV, episodio 3x01 (1964)
- The Andy Griffith Show – serie TV, 4 episodi (1963-1964)
- Organizzazione U.N.C.L.E. (The Man from U.N.C.L.E.) – serie TV, un episodio (1964)
- Viaggio in fondo al mare (Voyage to the Bottom of the Sea) – serie TV, un episodio (1964)
- Laredo – serie TV, un episodio (1965)
- Mr. Roberts (Mister Roberts) – serie TV, un episodio (1965)
- A Man Called Shenandoah – serie TV, episodio 1x17 (1966)
- Hank – serie TV, un episodio (1966)
- La fattoria dei giorni felici (Green Acres) – serie TV, un episodio (1966)
- Il fuggiasco (The Fugitive) – serie TV, 3 episodi (1963-1966)
- I giorni di Bryan (Run for Your Life) – serie TV, un episodio (1967)
- Dragnet 1967 – serie TV, un episodio (1967)
- Gli invasori (The Invaders) – serie TV, un episodio (1967)
- Le spie (I Spy) – serie TV, 2 episodi (1967)
- Gomer Pyle: USMC – serie TV, 2 episodi (1967-1968)
- Al banco della difesa (Judd for the Defense) – serie TV, un episodio (1968)
- Death Valley Days – serie TV, 7 episodi (1964-1970)
- Lancer – serie TV, episodio 2x24 (1970)
- F.B.I. (The F.B.I.) – serie TV, 5 episodi (1965-1971)

## Doppiatori italiani
- Giuseppe Rinaldi in Figlio di ignoti, La guerra dei mondi
- Emilio Cigoli in Il fantasma dello spazio, Il tesoro di Capitan Kidd
- Stefano Sibaldi in Giubbe rosse
- Mario Pisu in Dietro la porta chiusa
- Alberto Sordi in Giungla d'asfalto
- Gualtiero De Angelis in Forte T
- Manlio Busoni in Guerra tra i pianeti
- Nando Gazzolo in Due pistole per due fratelli
- Gianfranco Bellini in Orizzonti lontani